# Lats letón
El lats (plural en letón: lati o latu (si el número es divisible entre 10)) fue la moneda oficial de Letonia desde octubre de 1993 hasta el 31 de diciembre de 2013. Un lats se dividía en 100 santīmu (singular, santīms en Español Es Céntimos). El código ISO 4217 para esta unidad monetaria era LVL y su abreviatura era Ls.
El 1 de enero de 2014, Letonia pasó a adoptar el euro como su nueva moneda.

## Historia

### Primer lats, 1922-1940
El lats se introdujo por primera vez en 1922, sustituyendo al rublis con una tasa de cambio de 1 lats por 50 rublis. En 1940, Letonia se incorporó a la Unión Soviética y el lats fue sustituido por el rublo soviético a la par.

#### Monedas
Se acuñaron monedas en denominaciones de 1, 2, 5, 10, 20, 50 santīmu, 1, 2 y 5 lati. Las monedas de 1, 2 y 5 santīmu eran de bronce, las de 10, 20 y 50 santīmu de níquel y las de 1 lats y superiores de plata.

#### Billetes
El Banco de Letonia emitió billetes desde 1922 en denominaciones de 20, 25, 50, 100 y 500 latu. También se emitieron billetes de 10 latu impresos en antiguos billetes de 500 rublis. El gobierno también emitió billetes desde 1925 en denominaciones de 5, 10 y 20 latu.

### Segundo lats, 1993-2013
El lats se reintrodujo en 1993, sustituyendo al rublis que se utilizó durante el corto periodo de tiempo desde que el país se independizó de la URSS hasta 1993, con una tasa de cambio de 200 rublis por lats.

#### Monedas
Se han acuñado monedas de 1 santīms, 2, 5 santīmi, 10, 20, 50 santīmu, 1 lats y 2 lati. Además, existen emisiones conmemorativas en denominaciones de 1, 2, 10, 20 y 100 latu acuñadas en cuproníquel, oro y plata.
| Imagen | Denominación | Metal        | Metal        | Peso (g) | Diámetro (mm) | Canto               | Anverso                                                   | Reverso                    |
| Imagen | Denominación | Anillo       | Centro       | Peso (g) | Diámetro (mm) | Canto               | Anverso                                                   | Reverso                    |
| ------ | ------------ | ------------ | ------------ | -------- | ------------- | ------------------- | --------------------------------------------------------- | -------------------------- |
|        | 1 Santīms    | Cu+Fe        | Cu+Fe        | 1,60     | 15,65         | Liso                | Escudo de Letonia - LATVIJAS REPUBLIKA - año de acuñación | 1 SANTĪMS                  |
|        | 2 Santīmi    | Cu+Fe        | Cu+Fe        | 1,90     | 17,00         | Liso                | Escudo de Letonia - LATVIJAS REPUBLIKA - año de acuñación | 2 SANTĪMI                  |
|        | 5 Santīmi    | Níquel-Latón | Níquel-Latón | 2,50     | 18,50         | Liso                | Escudo de Letonia - LATVIJAS REPUBLIKA - año de acuñación | 5 SANTĪMI                  |
|        | 10 Santīmu   | Níquel-Latón | Níquel-Latón | 3,25     | 19,90         | Liso                | Escudo de Letonia - LATVIJAS REPUBLIKA - año de acuñación | 10 SANTĪMU                 |
|        | 20 Santīmu   | Níquel-Latón | Níquel-Latón | 4,00     | 21,50         | Liso                | Escudo de Letonia - LATVIJAS REPUBLIKA - año de acuñación | 20 SANTĪMU                 |
|        | 50 Santīmu   | Cu+Ni        | Cu+Ni        | 3,50     | 18,80         | Estriado            | Escudo de Letonia - LATVIJAS REPUBLIKA - año de acuñación | 50 SANTĪMU - Ramas de pino |
|        | 1 Lats       | Cu+Ni        | Cu+Ni        | 4,80     | 21,75         | Liso LATVIJAS BANKA | Escudo de Letonia - LATVIJAS REPUBLIKA - año de acuñación | 1 LATS - Salmón            |
|        | 2 Lati       | Cu+Ni        | Níquel-Latón | 9,50     | 26,30         | Liso LATVIJAS BANKA | Escudo de Letonia - LATVIJAS REPUBLIKA - año de acuñación | 2 LATI - Vaca              |

#### Billetes
| Denominación | Color predominante | Dimensiones | Anverso | Reverso |
| ------------ | ------------------ | ----------- | ------- | ------- |
| 5 Lati       | Verde              | 130 x 65 mm |         |         |
| 10 Latu      | Violeta            | 130 x 65 mm |         |         |
| 20 Latu      | Marrón             | 130 x 65 mm |         |         |
| 50 Latu      | Azul               | 130 x 65 mm |         |         |
| 100 Latu     | Rojo               | 130 x 65 mm |         |         |
| 500 Latu     | Gris/Amarillo      | 130 x 65 mm |         |         |

## Euro
El 1 de enero de 2005, el lats fue vinculado al euro con un tipo de cambio de 0,702804 lats = 1 euro (con una banda de fluctuación del 1%). El 2 de mayo de 2005, el lats se incorporó al MTC II, el mecanismo de tipos de cambio de la Unión Europea, con un tipo de 0,702804 lats = 1 euro con una banda de fluctuación de ± 15%.
El 5 de junio de 2013, la Comisión Europea propuso la entrada de Letonia en la zona del euro. El 28 de junio de 2013, los jefes de Estado y de Gobierno de la Unión Europea aprobaron dicha incorporación. Finalmente, el 9 de julio de 2013, el Consejo de Asuntos Económicos y Financieros de la UE (ECOFIN) dio luz verde a la incorporación de Letonia a la zona del euro y estableció la tasa de cambio irrevocable en 0,702804 lats letones = 1 euro.
El 1 de enero de 2014, Letonia pasó a adoptar el euro como su nueva moneda.